# 小塚逸夫
小塚 逸夫（こづか いつお、1943年 - ）は、元フタバ産業社長、FICアメリカ会長。愛知県出身。
1959年フタバ産業入社。1968年名城大学第二理工学部卒。2000年に社長就任。2008年9月に監査法人から指摘を受け、2003年9月中間以降の決算で利益を過剰計上した不適切な会計処理が明らかになった。この問題を受けて、2009年3月31日付で引責辞任し、非常勤相談役となる。
辞任後、社外の特別調査委員会によって、小塚を中心としたビジネスデザイン研究所への不正融資が明らかになった。2013年、関連会社への不正融資事件に関与したとして、愛知県警に逮捕された。

## 経歴
- 1959年 フタバ産業入社
- 1982年 技術部長兼緑工場生産技術部長
- 1985年 取締役就任
- 1993年 常務取締役
- 1994年 FICアメリカ社長
- 1997年 専務取締役
- 2000年 代表取締役社長
- 2009年 非常勤相談役